# NGC 1572
NGC 1572 è una vasta galassia a spirale barrata situata nella costellazione del Bulino, a una distanza di circa 292 milioni di anni luce dalla nostra Via Lattea.

## Scoperta
La galassia è stata scoperta il 23 ottobre 1835 dall'astronomo britannico John Herschel.

## Descrizione
NGC 1572 è una galassia luminosa nell'infrarosso e sono presenti anche regioni di idrogeno ionizzato.
La luminosità di NGC 1572 nell'infrarosso lontano da 40 a 400 micron è uguale a 1,48 x 1011 {\displaystyle L_{\odot }} (1011,17 {\displaystyle L_{\odot }}), mentre la luminosità totale nell'infrarosso da 8 a 800 micron è di 1,74 x 1011 {\displaystyle L_{\odot }} (1011,24 {\displaystyle L_{\odot }}).

## Supernova
Il 12 novembre 2009, all'interno di NGC 1572 è stata scoperta la supernova SN 2009la congiuntamente dall'astronomo neozelandese Stu Parker e dall'astronomo sudafricano Berto Monard. La supernova è stata classificata di tipo Ia.